# Oreneta de ribera de Madagascar
L'oreneta de ribera de Madagascar (Riparia paludicola cowani; syn: Riparia cowani) és un tàxon d'ocell de la família dels hirundínids (Hirundinidae). És endèmic de l'illa de Madagascar. Els seus hàbitats principals són els llacs i els cursos d'aigua. El seu estat de conservació es considera de risc mínim.

## Taxonomia
Segons el Handook of the Birds of the World i la quarta versió de la BirdLife International Checklist of the birds of the world (Desembre 2019), aquest tàxon tindria la categoria d'espècie. Tanmateix, altres obres taxonòmiques, com la llista mundial d'ocells del Congrés Ornitològic Internacional (versió 13.2, juliol 2023), el consideren una subespècie de l'oreneta de ribera africana(Riparia paludicola cowani).